# Трамбулл (округ)
Округ Трамбулл (англ. Trumbull County) располагается в штате Огайо, США. Официально образован в 1800 году. По состоянию на 2013 год, численность населения составляла 206 442 человек. До 1792 на территорию претендовал Коннектикут.

## География
По данным Бюро переписи США, общая площадь округа равняется 1 648,718 км2, из которых 1 601,399 км2 суша и 47,319 км2 или 2,870 % это водоёмы.
Округ назван в честь Джонатана Трамбулла Старшего, губернатора Коннектикута, который когда-то владел землей в этом регионе.

## Население
По данным переписи населения 2000 года в округе проживает 225 116 жителей в составе 89 020 домашних хозяйств и 61 690 семей. Плотность населения составляет 141,00 человек на км2. На территории округа насчитывается 95 117 жилых строений, при плотности застройки около 60,00-ти строений на км2. Расовый состав населения: белые — 90,21 %, афроамериканцы — 7,90 %, коренные американцы (индейцы) — 0,15 %, азиаты — 0,45 %, гавайцы — 0,02 %, представители других рас — 0,21 %, представители двух или более рас — 1,07 %. Испаноязычные составляли 0,80 % населения независимо от расы.
В составе 29,90 % из общего числа домашних хозяйств проживают дети в возрасте до 18 лет, 52,90 % домашних хозяйств представляют собой супружеские пары проживающие вместе, 12,50 % домашних хозяйств представляют собой одиноких женщин без супруга, 30,70 % домашних хозяйств не имеют отношения к семьям, 26,90 % домашних хозяйств состоят из одного человека, 11,40 % домашних хозяйств состоят из престарелых (65 лет и старше), проживающих в одиночестве. Средний размер домашнего хозяйства составляет 2,48 человека, и средний размер семьи 3,02 человека.
Возрастной состав округа: 24,40 % моложе 18 лет, 7,70 % от 18 до 24, 27,30 % от 25 до 44, 24,80 % от 45 до 64 и 24,80 % от 65 и старше. Средний возраст жителя округа 39 лет. На каждые 100 женщин приходится 93,80 мужчин. На каждые 100 женщин старше 18 лет приходится 90,60 мужчин.
Средний доход на домохозяйство в округе составлял 38 298 USD, на семью — 46 203 USD. Среднестатистический заработок мужчины был 36 823 USD против 24 443 USD для женщины. Доход на душу населения составлял 19 188 USD. Около 7,90 % семей и 10,30 % общего населения находились ниже черты бедности, в том числе — 15,40 % молодежи (тех, кому ещё не исполнилось 18 лет) и 7,60 % тех, кому было уже больше 65 лет.